# Physostegia digitalis
Physostegia digitalis är en kransblommig växtart som beskrevs av John Kunkel Small. Physostegia digitalis ingår i släktet drakmyntor, och familjen kransblommiga växter. Inga underarter finns listade i Catalogue of Life.